# Jonis Bascir
Jonis Bascir, all'anagrafe Jonis Muheddin Hagi Bascir (Roma, 17 settembre 1960), è un attore, compositore e conduttore radiofonico italiano.

## Biografia
Di padre somalo e di madre italiana, tra i 6 e i 10 anni vive in Somalia. Nipote di Haji Bashir Ismail Yusuf, primo presidente della Assemblea Nazionale Somala, studia recitazione, musica e danza; si laurea in Scienze umanistiche indirizzo cinema, con una tesi sul rapporto tra cinema e musica presso l'Università di Roma La Sapienza. Prende la seconda laurea in Composizione Jazz presso il Conservatorio Santa Cecilia di Roma. È life coach & business coach in PNL.
È stato il presidente della squadra di calcio ItalianAttori e il vicepresidente dell'associazione culturale Under, che promuove i giovani scrittori attraverso il premio letterario Under30.
Ha prestato la sua immagine per la pubblicità del caffè Kosé (marchio di proprietà di Kimbo); ha lavorato in radio come conduttore dei programmi radiofonici Tempi moderni (2006) e L'agente segreto (2007) per Radio Città Futura. Partecipa a vari programmi televisivi: Stracult, Base Luna, Subbuglio e molti altri.
Ha partecipato come attore alla webserie L'amore al tempo del precariato, regia di Michele Bertini Malgarini (2018).

## Filmografia

### Attore

#### Cinema
- Stupor mundi, regia di Pasquale Squitieri (1997)
- Simpatici & antipatici, regia di Christian De Sica (1998)
- Comunque mia, regia di Sabrina Paravicini (2004)
- Il mercante di pietre, regia di Renzo Martinelli (2006)
- Il mercante di stoffe, regia di Antonio Baiocco (2009)
- Roma nuda, regia di Giuseppe Ferrara (2012) - proiezione privata a Roma[1]
- Regalo a sorpresa, regia di Fabrizio Casini (2013)
- Buongiorno papà, regia di Edoardo Leo (2013)
- Una diecimilalire, regia di Luciano Luminelli (2014)
- Tre tocchi, regia di Marco Risi (2014)
- Non c'è 2 senza te, regia di Massimo Cappelli (2015)
- Ustica, regia di Renzo Martinelli (2016)
- Come si fa a vivere così, regia di Loredana Cannata (2017)
- Tu mi nascondi qualcosa, regia di Giuseppe Loconsole (2018)
- Se son rose, regia di Leonardo Pieraccioni (2018)
- 6 Underground, regia di Michael Bay (2018)
- Destini, regia di Luciano Luminelli (2019)
- Credo in un solo padre, regia di Luca Guardabascio (2019)
- Be Kind - Un viaggio gentile all'interno della diversità, regia di Sabrina Paravicini e Nino Monteleone (2019)
- Lasciarsi un giorno a Roma, regia di Edoardo Leo (2021)
- I migliori giorni, regia di Edoardo Leo e Massimiliano Bruno (2023)
- Una gran voglia di vivere regia di Michela Andreozzi (2023)
- Next!, regia di Giulietta Revel (2023)
- Tutto in....72 ORE, regia di Luciano Luminelli (2024)

### Televisione
- Villa Arzilla, regia di Gigi Proietti (1990)
- Il caso Bebawi, regia di Valerio Jalongo (1996)
- Un medico in famiglia - serie TV (1998-2007)
- Il commissario Montalbano - serie TV, episodio Il ladro di merendine, regia di Alberto Sironi (1999)
- Incantesimo - serial TV, 1 episodio (2001)
- Padri, regia di Riccardo Donna (2002)
- Soraya, regia di Lodovico Gasparini (2003)
- Empire - miniserie TV, 1 episodio (2005)
- Un posto al sole - 1 episodio (2005)
- Due imbroglioni e... mezzo! 2 (2010)
- La ladra - serie TV, 1 episodio (2010)
- Il commissario Rex - serie TV, 1 episodio (2011)
- Anita Garibaldi, regia di Claudio Bonivento (2012)
- Il caso Enzo Tortora - Dove eravamo rimasti?, regia di Ricky Tognazzi (2012)
- CentoVetrine (2015)
- Il sistema, regia di Carmine Elia - miniserie TV, episodi 1 e 5 (2016)
- Rocco Schiavone - serie TV, episodio 3x02, regia di Simone Spada (2019)
- Dietro la notte, regia di Daniele Falleri - film TV (2021)
- Ostaggi, regia di Eleonora Ivone - film TV (2021)
- One Wish - sitcom (2022)
- Viola come il mare - serie TV (2023)
- Il clandestino, regia di Rolando Ravello - serie TV, episodi 1x01-1x04-1x09 (2024)

### Videoclip
- Jermaine Jackson e Pia Zadora - When the Rain Begins to Fall
- Mike Francis - Ma lo sai?
- Alex Britti - Festa
- Piji Siciliani - La mia bella di domenica
- Inverso - La pioggia che non cade
- Piro - Serie A
- Daniel Meguela - Fuori
- Daniel Meguela - Diceva una canzone
- Daniel Meguela - Sei Domenica

## Regista

### Videoclip
- Daniel Meguela - Sei Domenica

## Musica
- Lavori in corso Blues Band - cantante chitarrista (1990)
- Tour Giappone Italian Pret A Porter - cantante (1992)
- The Chicago High Spirit (gospel) - cantante (1995)
- The Platters - cantante (1995)
- Carràmba! Che sorpresa - cantante (1996)
- Attenti alla noia, regia di Riccardo Acerbi - Colonna sonora per cortometraggio (1999)
- Un posto al sole - 1 episodio Rai 3 chitarrista (2005)
- Jonistorie - Repertorio originale cantante - chitarrista (2006)
- Senza - Docufilm, regia di Sabrina Paravicini (2007)
- Un medico in famiglia Rai 1 - Varie canzoni (2007)
- Without CD musica strumentale e da film (2007)
- L'estasi dell'anima - Colonna sonora per teatro (2010)
- Beige - L'importanza di essere diverso - Colonna sonora per teatro (2020)
- Il treno del Blues con la Jona's Blues Band - cantante (2013)
- Tre tocchi, regia di Marco Risi - Colonna sonora per cinema (2014)
- Non c'è 2 senza te, regia di Massimo Cappelli - Colonna sonora per cinema (2014)
- L'appartamento, regia di Vanessa Gasbarri - Colonna sonora per teatro (2015)
- Dall'alto di una fredda torre, regia di Francesco Frangipane - Colonna sonora per teatro (2015)
- Il grande male, regia di Sargis Galstyan - Colonna sonora per teatro (2015)
- Autunno e inverno, regia di Francesco Frangipane - Colonna sonora per Radio3 RAI (2015)
- Spot istituzionale contro la droga, regia di Marco Bonini - Colonna sonora per televisione (2016)
- Ritratti di signora, regia di Vanessa Gasbarri - Colonna sonora per teatro (2016)
- Ostaggi, regia di Angelo Longoni - Colonna sonora per teatro (2016)
- Rosso giungla, regia di Vanessa Gasbarri - Colonna sonora per teatro (2016/2017)
- Risiko, regia di Vanessa Gasbarri - Colonna sonora per teatro (2017)
- Boomerang, regia di Angelo Longoni - Colonna sonora per teatro (2017)
- Tu mi nascondi qualcosa, regia di Giuseppe Loconsole - Colonna sonora per cinema (2018)
- Affiliazione, regia di Gianluca Blumetti - Colonna sonora per cortometraggio (2018)
- Verticale di 6, regia di Massimiliano Pazzaglia - Colonna sonora per cortometraggio (2018)
- Ti racconto una storia con Edoardo Leo - Colonna sonora per teatro (2018)
- Bahlsen - Spot televisivo (2019)
- The Full Monty, regia di Massimo Romeo Piparo - cantante (2019/20)
- Captain T - La condanna della consuetudine, regia di Andrea Walts - Colonna sonora per cortometraggio (2021)
- Luigi Proietti detto Gigi, regia di Edoardo Leo - Colonna sonora per cinema (2022)
- La notte è un posto sicuro, regia di Giuseppe Papasso - Colonna sonora per cinema (2022)
- Next, regia di Giulietta Revel - Colonna sonora per cinema (2023)
- Il talento di essere tutti e nessuno con Luca Ward - Colonna sonora per teatro (2023)
- La Vittoria è la balia dei vinti con Cristiana Capotondi - Colonna sonora per teatro (2023)
- Tutto in....72 ORE, regia di Luciano Luminelli - Colonna sonora per cinema (2024)

## Teatro
- Radio tequila, regia di Valter Lupo (1988)
- Divieto di transito, regia di Ennio Coltorti (1988)
- La capannina, regia di Gigi Proietti (1996)
- Margherita, capricciosa, Napoli e quattro stagioni, regia di Riccardo Acerbi (1999)
- Si fa presto a dire serenata, regia di Luigi Galdiero (2002)
- Maestri d'amore, regia di Vincenzo Peluso (2005)
- Morricone incontra l'UNICEF, voce narrante (2008)
- Alla ricerca della romanità perduta, regia di Veruska Rossi (2011)
- Beige - L'importanza di essere diverso, regia di Ettore Bassi e Jonis Bascir (2012)
- Zoo Paradiso, regia di Riccardo De Torrebruna (2013)
- L'appartamento, regia di Vanessa Gasbarri (2015)
- Ti racconto una storia, di e con Edoardo Leo (2015/in scena)
- Il grande male, testo e regia di Sargis Galstyan (2015)
- Ritratti di signora, regia di Vanessa Gasbarri (2016)
- Ostaggi, regia di Angelo Longoni (2016)
- Rosso giungla, regia di Vanessa Gasbarri (2016/2017)
- The Full Monty, regia di Massimo Romeo Piparo (2019/20)
- Non dirmi che hai paura, regia di Laura Ruocco (2024)

## Doppiaggio
- Shaun Toub in Trafficanti
- Dez in Soul
- Monterey Jack in Ciop & Ciop agenti speciali
- Pops in Moon Girl e Devil Dinosaur

## Libri
- Il jazz è morto!? - Ipotesi per una nuova musica, Arcana Edizioni (2021).

## Programmi TV
- Di che vizio sei?, regia di Gigi Proietti
- Subbuglio
- Notte d'amore
- Stracult
- Base Luna
- Ricomincio da Raitre

## Riconoscimenti
Premio Anna Magnani
- - 2022 – Alla colonna sonora per il documentario Luigi Proietti detto Gigi, regia di Edoardo Leo (2022)

Premio Maratea
- - 2014 – Miglior monologo sociale per il teatro per Beige - L'importanza di essere diverso

Premio Roma Videoclip
- - 2025 – Regista e attore protagonista di "Sei Domenica" di Daniel Meguela